# Proconopera pullula
Proconopera pullula är en insektsart som först beskrevs av Jacobi 1905.  Proconopera pullula ingår i släktet Proconopera och familjen dvärgstritar. Inga underarter finns listade i Catalogue of Life.